# Teatro Cardinal Massaia
Il Teatro Cardinal Massaia è un teatro torinese, gestito dalla Associazione Culturale TeatroMATTO e intitolato a Guglielmo Massaia.

## Storia del teatro
Inaugurato nel 1925, venne distrutto nel bombardamento dell'8/12/1942; fu poi ricostruito nel dopoguerra.
Il Teatro Cardinal Massaia pone le sue fondamenta all'inizio del secolo scorso quando, già nel 1903, esisteva accanto alla parrocchia Madonna di Campagna di Torino “un teatro piccinino, appollaiato in alto e con una temperatura da bagno russo... sfogatoio di bollori artistici” della Compagnia Vittorio Amedeo II. Ripresa la normalità dopo la Prima Guerra Mondiale, il 28 giugno 1925 viene inaugurato il nuovo Salone Cardinal Massaia, attrezzato anche per proiezioni cinematografiche, conferenze, accademie. La “Filodrammatica del Circolo” porta in scena farse e commedie e invita altre compagnie per serate “d'onesti intrattenimenti ricreativi e di educazione morale, religiosa e sociale”, sovente con scopi benefici. Poi la Grande Guerra e il bombardamento dell'8 dicembre 1942: la chiesa Madonna di Campagna è completamente distrutta e il vicino teatro - gravemente compromesso - è frettolosamente ricostruito e adibito a chiesa provvisoria.
Terminata la guerra, è allestito per alcuni anni un saloncino, con programmazione quasi esclusivamente cinematografica. Ricostruita la chiesa, si pensa anche al teatro: il 28 aprile 1956 è inaugurata la nuova sala con una proiezione in cinemascope. Accanto a iniziative come “Il Piccolo Festival Della Canzone”, tanti film: da Via col Vento a La Tunica a Incompreso. Poche le recite teatrali.
Nei successivi Anni '70 la crisi del cinema di periferia fa ventilare l'ipotesi di chiusura, finché l'associazione “Il Borghiere” inizia a proporre stagioni teatrali sempre più apprezzate.
Il resto, dopo la pausa per i lavori di adeguamento dal 1988 al 1990, è storia recente: compagnie professionali, gruppi di ottima qualità, compagnie amatoriali per spettacoli di prosa. Rassegne per i più piccoli, operette, cabaret, conferenze (da 26 anni Lunedì Cultura), proposte per le scuole, saggi, danza; scuola di teatro per adulti e bambini.

## Il Teatro oggi
Dal 2016, le attività del Teatro Cardinal Massaia sono state gestite dall'associazione TeatroMatto. Dal 2025, le redini sono passate a "Chi è di Scena", con la direzione artistica di Gioacchino Inzirillo e la direzione organizzativa di Gabriele de Mattheis: giovani professionisti attivi nel mondo dello spettacolo, del musical e del cinema.
Dal punto di vista strutturale, il teatro è attualmente in fase di ampliamento e ristrutturazione (opera iniziata nel 2003 e quasi completata) per soddisfare le sempre crescenti esigenze del pubblico che lo frequenta.
Dal 2008 si accede, attraverso il nuovo ingresso in via Sospello 32/c, al moderno e spazioso foyer e alla rinnovata sala da 298 posti. Sono in fase di completamento una sala conferenze da 90 posti, due sale per prove e scuole teatrali, il ripristino della galleria da 60 posti e un'arena estiva da 250 posti.
Questa nuova realtà strutturale, insieme all'interessante cartellone spettacoli proposto, ha attirato molto più pubblico: la scorsa stagione oltre 20.000 spettatori.